# Rover SD1
Rover SD1 – samochód osobowy klasy średniej-wyższej produkowany przez brytyjskiego producenta samochodów Rover w latach 1976 - 1986. Wyprodukowano 303 345 egzemplarzy pojazdu.

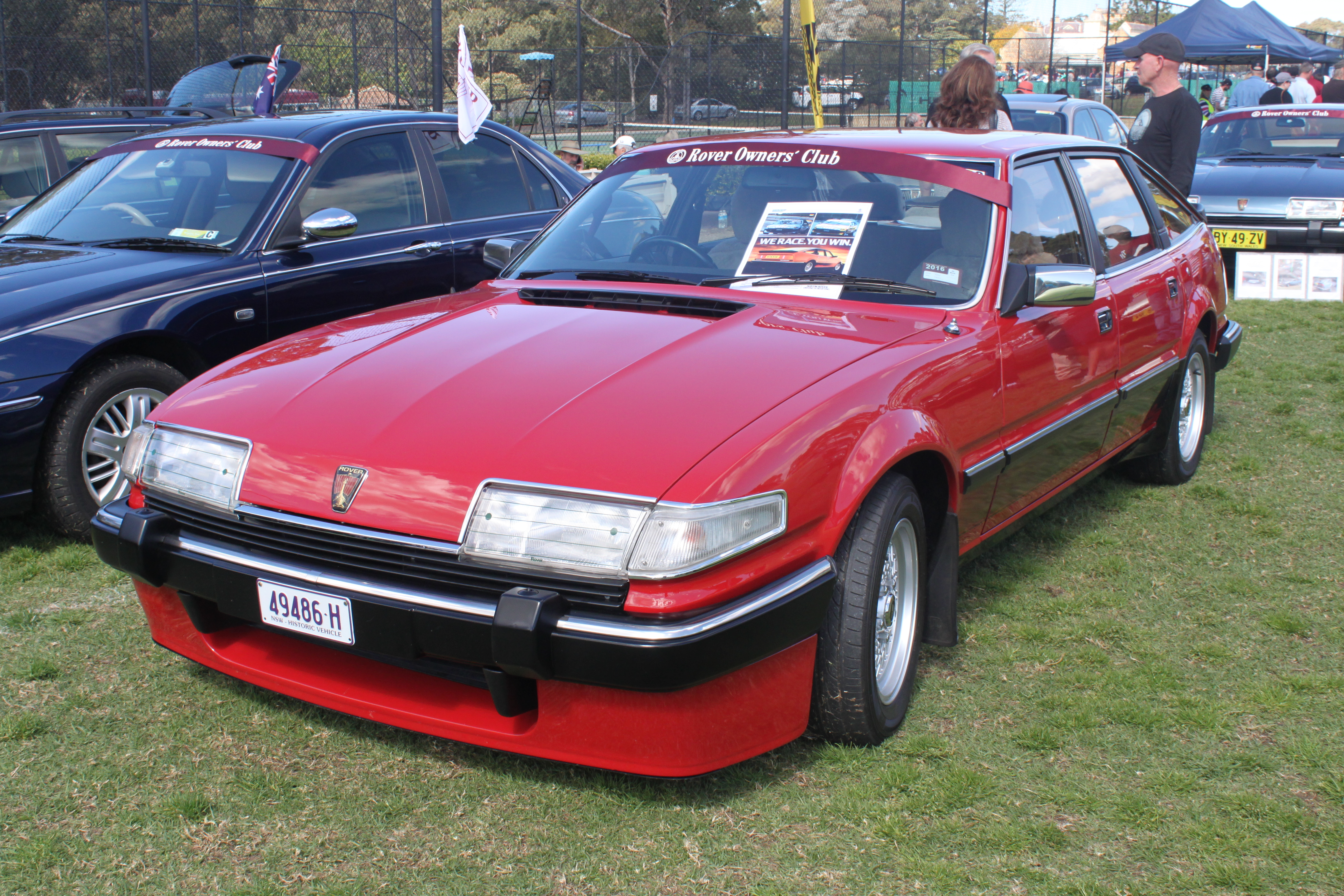
Rover SD1 Vitesse

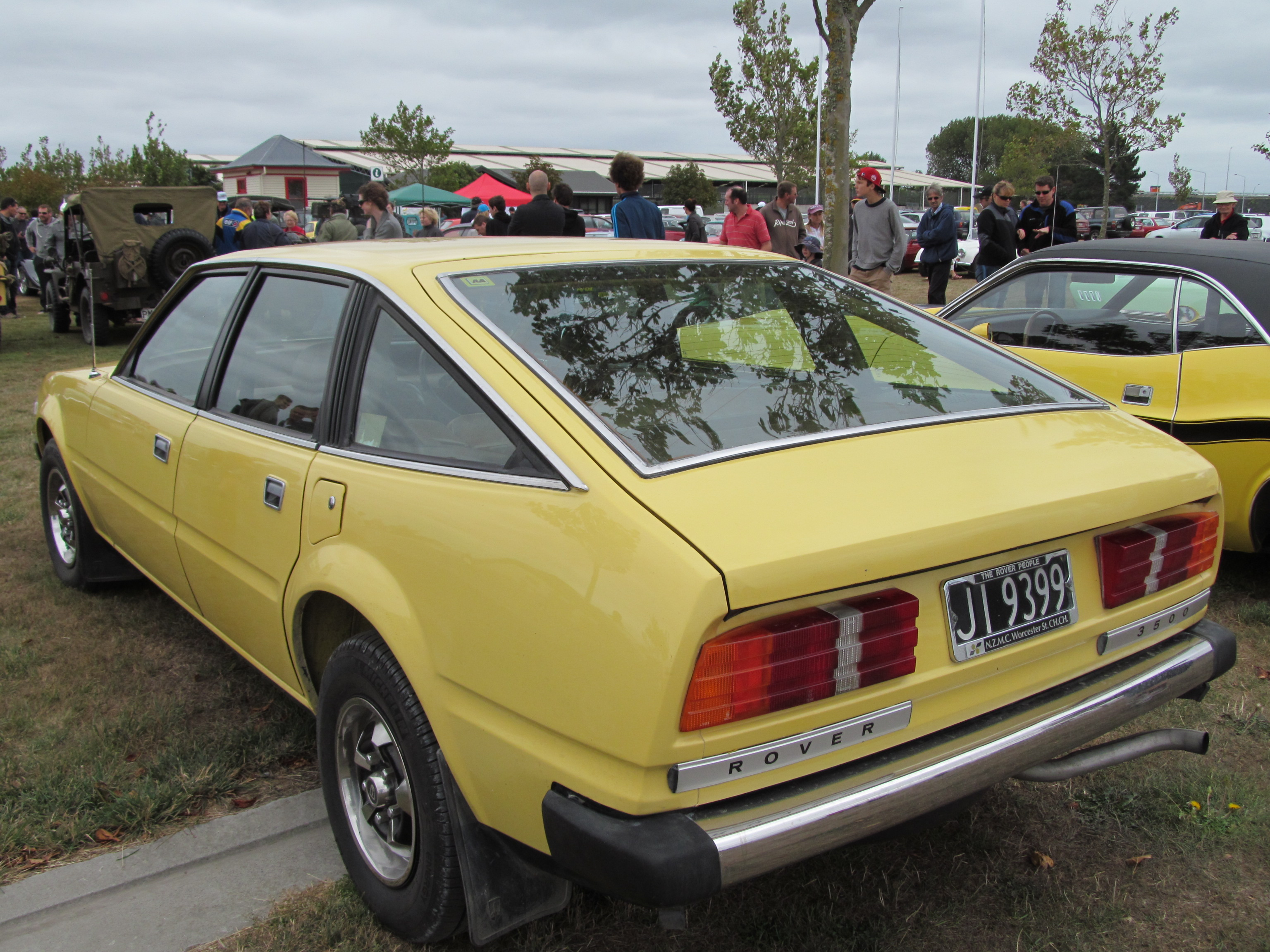
Tył pojazdu

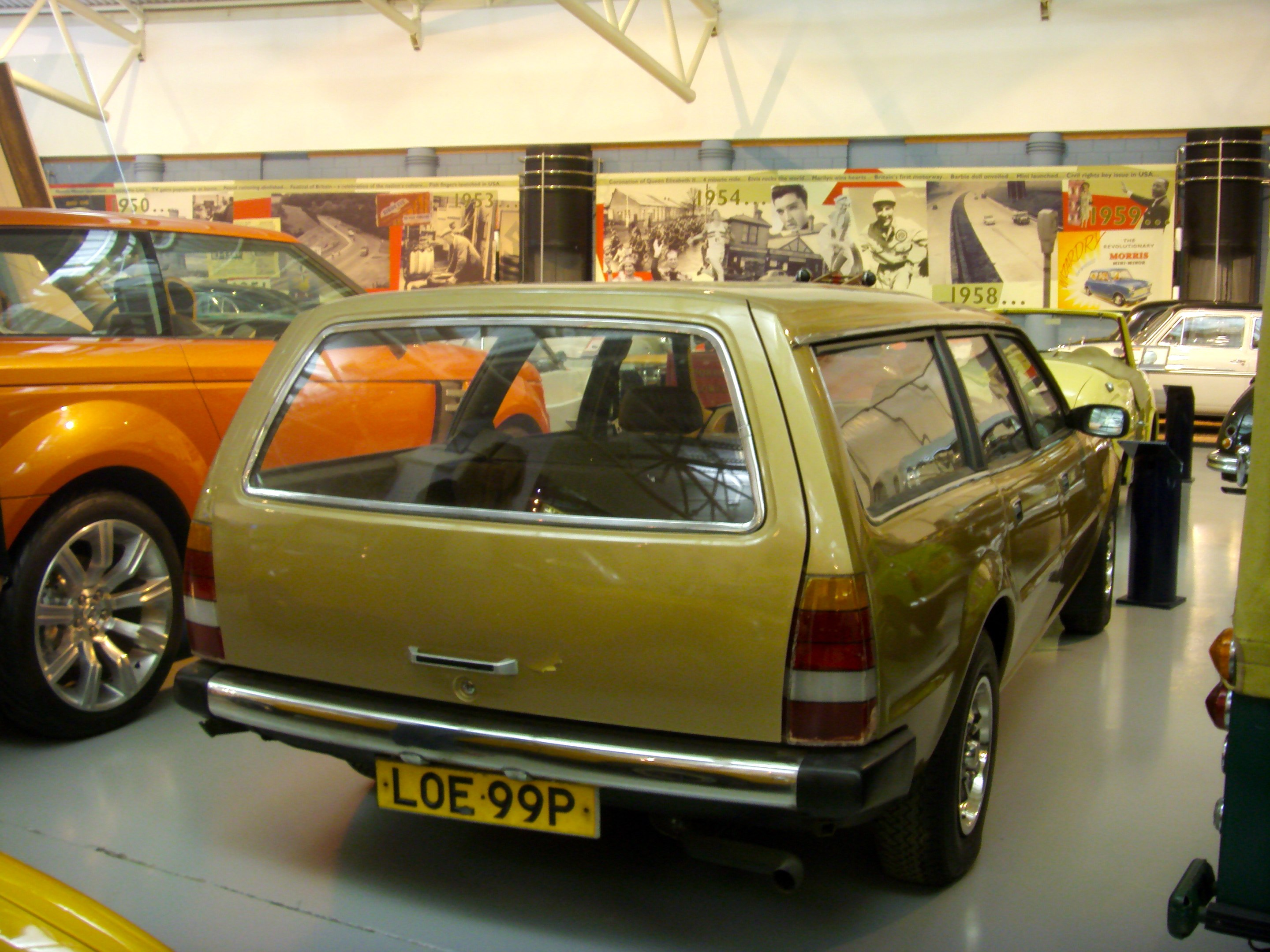
Prototyp wersji kombi

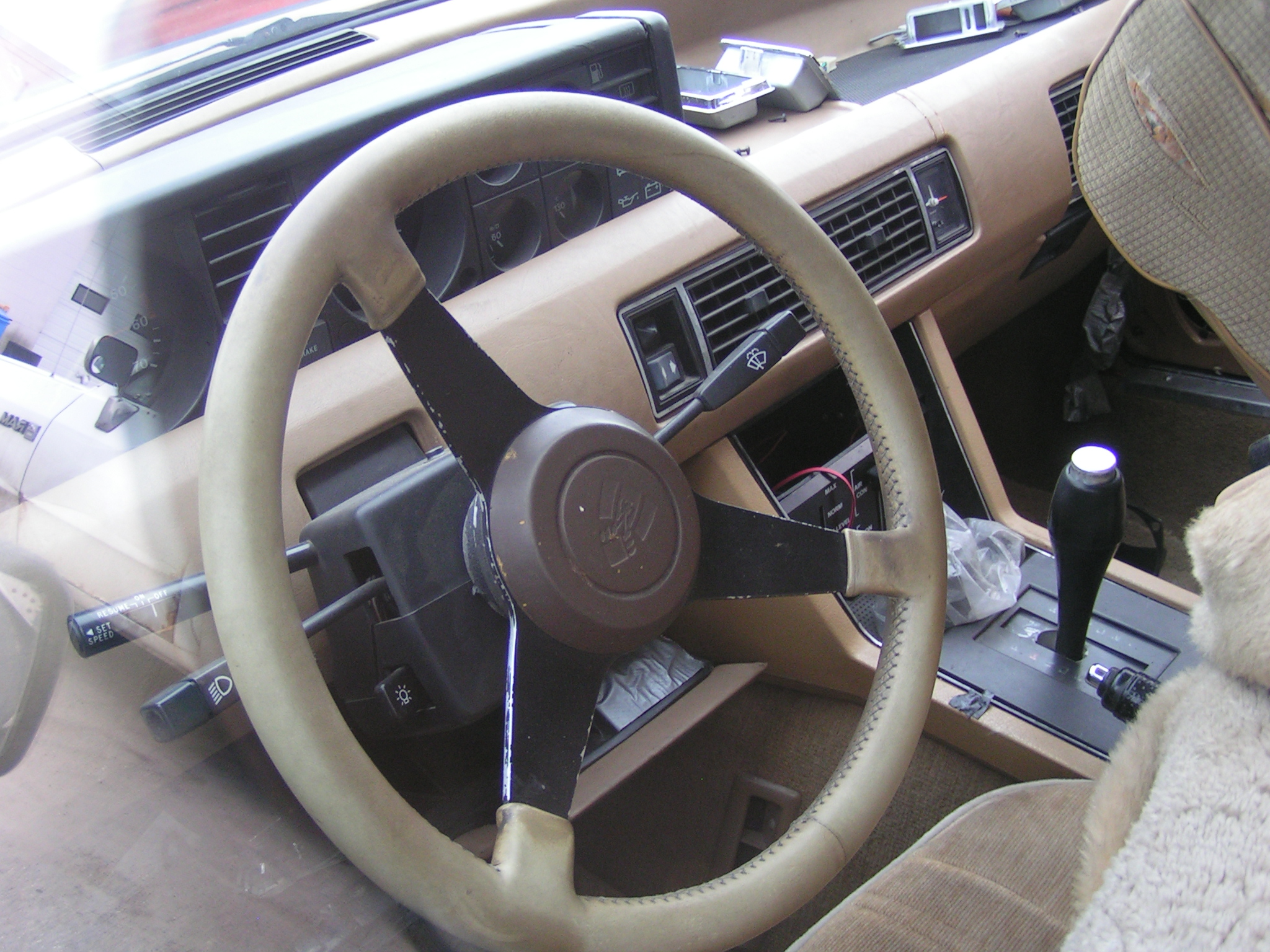
Wnętrze pojazdu

Samochód został po raz pierwszy zaprezentowany w 1976 roku podczas targów motoryzacyjnych w Genewie jednak jego historia sięga początku lat 70. XX wieku, kiedy to zaprojektował je David Bache. Początkowo pojazd wyposażony był w silnik benzynowy w układzie V8 o pojemności 3.5 l i mocy 193 KM produkcji Rovera, będący odmianą aluminiowej jednostki Buicka. Gamę silnikową uzupełniły jednostki benzynowe skonstruowane przez Triumpha. Były to rzędowe szóstki o pojemnościach 2.3 i 2.6 l, a z biegiem czasu do oferty dołączony 2.0 l silnik benzynowy oraz 2.4 l silnik wysokoprężny włoskiej konstrukcji VM. W 1980 roku pojazd wprowadzono na rynek amerykański. Jednak znikomy sukces spowodował wycofanie się z tamtego rynku w 1981 roku. W 1982 roku auto przeszło face lifting, którego głównym celem było zwiększenie mocy i osiągów. Zbudowany został model SD1 Vitesse (fr. - prędkość). Auto otrzymało tę samą konstrukcję co model SD1 czyli silnik umieszczony z przodu i napęd na tylne koła pojazdu przenoszony przez tylny most, ale obniżono zawieszenie, wzmocniono przednie hamulce tarczowe, zastosowano większe obręcze kół i inną przekładnię kierowniczą. Silnik pojazdu otrzymał elektronicznie sterowany system wtrysku paliwa Lucas, a w głowicach poprawiono kanały dolotowe. Planowano także wprowadzenie do produkcji wersji kombi pojazdu. Plany zostały zarzucone po zbudowaniu jednego egzemplarza. 
W plebiscycie na Europejski Samochód Roku 1977 wersja 3500 zajęła 1. pozycję.

## Wersje
- 2300
- 2300 S
- 2300 SE
- 2400 SD Turbo
- 2600
- 2600 S
- 2600 SE
- 2600 Vanden Plas
- 3500
- 3500 SE
- 3500 Vanden Plas
- 3500 Vanden Plas EFi
- V8-S
- Vitesse